# 六把野駅
六把野駅（ろっぱのえき）は、三重県員弁郡東員町にあった三岐鉄道北勢線の駅。三岐鉄道の事業合理化の方針により2005年（平成17年）3月26日に北大社駅と統合のうえ東員駅が新設され、廃駅となった。

## 歴史
- 1914年（大正3年）4月5日：北勢鉄道の駅として開業。
- 1934年（昭和9年）6月27日：社名変更により北勢電気鉄道の駅となる。
- 1944年（昭和19年）2月11日：会社合併により、三重交通の駅となる。
- 1964年（昭和39年）2月1日：事業譲渡により三重電気鉄道の駅となる。
- 1965年（昭和40年）4月1日：近畿日本鉄道が三重電気鉄道を合併し近鉄の駅となる。
- 1983年（昭和58年）1月15日：無人駅化。
- 2003年（平成15年）4月1日：事業譲渡により、三岐鉄道の駅となる。
- 2005年（平成17年）3月26日：北大社駅とともに東員駅に統合され廃止。
- 2007年（平成19年）2月13日：駅利用者用駐輪場が全て撤去される。

## 駅構造
1面1線のホームを有する地上駅で、無人駅として営業していた。ホーム上に駅舎（待合室）とトイレ（男女共用の汲み取り式）が設置されていた。ホームから線路・水路を挟んだ向かい側（線路横道路線路側および農協倉庫敷地の一部）に、当時の北勢線としては比較的規模の大きい駐輪場が設置されていた。

## 利用状況
- 主として通学・通勤用に利用されていた。
- 桑名 - 阿下喜の間に平行してバス路線があり、バスの方が早く本数も多いため、バス利用者も多かった。

## 駅周辺
- 東員町立神田小学校
- 東員六把野郵便局
- 三重北農業協同組合（JAみえきた）神田支店

## 現状
ホームと駅舎は2005年（平成17年）夏に撤去され、空き地になった。駐輪場は駅廃止後もしばらく存置されたが、2007年（平成19年）になってすべて撤去された。これらの撤去後は駅があった遺構が残っていない。

## 隣の駅
三岐鉄道
北勢線
穴太駅 - 六把野駅 - 北大社駅